# Élections sénatoriales de 2014 en Savoie
Les élections sénatoriales de 2014 en Savoie ont lieu le dimanche 28 septembre 2014. Elles ont pour but d'élire les deux sénateurs représentant le département au Sénat pour un mandat de six ans.

## Contexte départemental
Le département de la Savoie fait partie des départements appartenant, avant la réforme de l'élection des sénateurs, à la série C. La moitié de cette série, dont les sénateurs ont été renouvelés pour la dernière fois en 2004, a été intégrée à la nouvelle série 1 renouvelée en 2011, l'autre moitié, dont la Savoie, rejoint la Série 2 renouvelable en 2014. Les sénateurs sortants ont donc effectué un mandat de 9 ans, prolongé d'un an par le décalage des élections municipales et sénatoriales de 2007.
Lors des Élections sénatoriales de 2004 en Savoie, deux sénateurs ont été élus au scrutin majoritaire : Jean-Pierre Vial pour l'UMP et Thierry Repentin pour le PS. Ce dernier, nommé ministre dans les gouvernements Ayrault est remplacé au Sénat, de juillet 2012 à mai 2014 par son suppléant André Vairetto. Les deux sénateurs sortants sont à nouveau candidats en 2014.
Depuis 2004, le collège électoral, constitué des grands électeurs que sont les sénateurs sortants, les députés, les conseillers régionaux, les conseillers généraux et les délégués des conseils municipaux, a été entièrement renouvelé.
Le corps électoral appelé à élire les nouveaux sénateurs résulte des élections législatives de 2012 qui ont abouti à partager de manière égale les quatre sièges de députés entre UMP et PS, les élections régionales de 2010 qui ont conforté la majorité de gauche au conseil régional de Rhône-Alpes, les élections cantonales de 2008 et de 2011 qui ont vu s'éroder la majorité de droite au sein de l'assemblée départementale où majorité et opposition sont au coude-à-coude et surtout les élections municipales de 2014 qui ont vu un net recul de la gauche qui, perd plusieurs des principales villes du département, à commencer par la première d'entre elles, Chambéry, mais aussi Albertville, Le Bourget-du-Lac...

## Rappel des résultats de 2004
| Candidat et parti politique | Candidat et parti politique   | Candidat et parti politique | Premier tour | Premier tour | Second tour | Second tour |
| Candidat et parti politique | Candidat et parti politique   | Candidat et parti politique | Voix         | %            | Voix        | %           |
| --------------------------- | ----------------------------- | --------------------------- | ------------ | ------------ | ----------- | ----------- |
|                             | Jean-Pierre Vial              | UMP                         | 545          | 51,51        |             |             |
|                             | Claude Giroud                 | UMP                         | 475          | 44,90        | 466         | 45,64       |
|                             | Thierry Repentin              | PS                          | 315          | 29,77        | 539         | 52,79       |
|                             | Claude Vallier                | PS                          | 199          | 18,81        | Retrait     | Retrait     |
|                             | Jean-Noël Parpillon           | PS                          | 152          | 14,37        | Retrait     | Retrait     |
|                             | Jean-Pierre Burdin            | DVG                         | 77           | 7,28         | Retrait     | Retrait     |
|                             | Myriam Combet                 | PCF                         | 67           | 6,33         | Retrait     | Retrait     |
|                             | Alain Bouvier                 | PCF                         | 63           | 5,95         | Retrait     | Retrait     |
|                             | Nicole Guilhaudin             | Verts                       | 60           | 5,67         | Retrait     | Retrait     |
|                             | Jean Blanc                    | LS                          | 11           | 1,04         | Retrait     | Retrait     |
|                             | Jean-Marie Richard Chevallier | FN                          | 10           | 0,95         | 10          | 0,98        |
|                             | Jean-Pierre Bouteille         | MNR                         | 1            | 0,09         | Retrait     | Retrait     |
|                             |                               |                             |              |              |             |             |
| Inscrits                    | Inscrits                      | Inscrits                    | 1 076        | 100,00       | 1 076       | 100,00      |
| Abstentions                 | Abstentions                   | Abstentions                 | 5            | 0,46         | 3           | 0,28        |
| Votants                     | Votants                       | Votants                     | 1 071        | 99,54        | 1 073       | 99,72       |
| Blancs et nuls              | Blancs et nuls                | Blancs et nuls              | 13           | 1,21         | 52          | 4,85        |
| Exprimés                    | Exprimés                      | Exprimés                    | 1 058        | 98,79        | 1 021       | 95,15       |

## Sénateurs sortants
| Sénateur | Sénateur         | Parti | Fonctions lors de l'élection en 2004                |
| -------- | ---------------- | ----- | --------------------------------------------------- |
|          | Thierry Repentin | PS    | Conseiller général, président de Chambéry Métropole |
|          | Jean-Pierre Vial | UMP   | Sénateur sortant, conseiller général                |

## Collège électoral
En application des règles applicables pour les élections sénatoriales françaises, le collège électoral appelé à élire les sénateurs de la Savoie en 2014 se compose de la manière suivante:
| Délégués des communes                                                                         |                        |                       |                       |          |                     |
|                                                                                               | Conseillers municipaux | Délégués / commune    | Communes concernées   | Délégués | % collège électoral |
| Délégués des communes de moins de 9 000 habitants                                             |                        |                       |                       |          |                     |
| - communes de < 100 habitants                                                                 | 7                      | 1                     | 8                     | 8        | 0,68%               |
| - communes de < 500 habitants                                                                 | 11                     | 1                     | 128                   | 128      | 10,96%              |
| - communes de < 1500 habitants                                                                | 15                     | 3                     | 108                   | 324      | 27,74%              |
| - communes de < 2 500 habitants                                                               | 19                     | 5                     | 27                    | 135      | 11,56%              |
| - communes de < 3 500 habitants                                                               | 23                     | 7                     | 9                     | 63       | 5,63%               |
| - communes de < 5 000 habitants                                                               | 27                     | 15                    | 9                     | 135      | 11,56%              |
| - communes de < 9 000 habitants                                                               | 29                     | 15                    | 7                     | 105      | 8,99%               |
| Délégués des communes de 9 000 à 29 999 habitants                                             |                        |                       |                       |          |                     |
| - communes de < 10 000 habitants                                                              | 29                     | 29                    | 0                     | 29       | 0,00%               |
| - communes de < 20 000 habitants                                                              | 33                     | 33                    | 2                     | 66       | 5,65%               |
| - communes de < 30 000 habitants                                                              | 35                     | 35                    | 1                     | 1        | 3,00%               |
| Délégués des communes de 30 000 habitants et plus                                             |                        |                       |                       |          |                     |
| - Chambéry (58 437 hab.)                                                                      | 45                     | 80                    | 1                     | 80       | 6,85%               |
| Délégués des communes bénéficiant des dispositions particulières pour les communes fusionnées |                        |                       |                       |          |                     |
| Aime, Albens, Albiez-Montrond, La Léchère, Saint-Michel-de-Maurienne                          |                        |                       | 5                     | 35       | 3,00%               |
| Délégués des communes                                                                         | Délégués des communes  | Délégués des communes | Délégués des communes | 1 114    | 95,38%              |
| Conseillers généraux                                                                          | Conseillers généraux   | Conseillers généraux  | Conseillers généraux  | 37       | 3,17%               |
| Conseillers régionaux                                                                         | Conseillers régionaux  | Conseillers régionaux | Conseillers régionaux | 11       | 0,94%               |
| Députés                                                                                       | Députés                | Députés               | Députés               | 4        | 0,34%               |
| Sénateurs                                                                                     | Sénateurs              | Sénateurs             | Sénateurs             | 2        | 0,17%               |
| Total                                                                                         | Total                  | Total                 | Total                 | 1168     | 100.00%             |

1. ↑  Dans les communes de moins de 9 000 le conseil municipal élit en son sein des délégués dont le nombre dépend de la taille de la commune.
2. ↑  Dans les communes de 9 000 à 29 999 habitants, tous les conseillers municipaux sont délégués. Il n'y a pas de délégués supplémentaires
3. ↑  Dans les communes de plus de 30 000 habitants, tous les conseillers municipaux sont délégués et, en complément, le conseil municipal désigne des délégués supplémentaires à raison de 1 par tranche de 800 habitants au-delà de 30 000 habitants
4. ↑  « Dans le cas où le conseil municipal est constitué par application des articles L. 2113-6 et L. 2113-7 du code général des collectivités territoriales relatif aux fusions de communes dans leur rédaction antérieure à la loi n° 2010-1563 du 16 décembre 2010 de réforme des collectivités territoriales, le nombre de délégués est égal à celui auquel les anciennes communes auraient eu droit avant la fusion. » (Code électoral, article L284)

## Présentation des candidats
Les nouveaux représentants sont élus pour une législature de 6 ans au suffrage universel indirect par les grands électeurs du département. En Savoie, les deux sénateurs sont élus au scrutin majoritaire à deux tours. Ils sont 10 candidats dans le département, chacun avec un suppléant.
| N°  | Candidats | Candidats               | Parti | Principales fonctions                                 |
| --- | --------- | ----------------------- | ----- | ----------------------------------------------------- |
| T01 |           | Marion Gerlaud          | EELV  | Conseillère municipale d'Aix-les-Bains                |
| S01 |           | Gérard Blanc            | EELV  | Conseiller municipal de La Ravoire                    |
| T02 |           | Alain Vareyon           | FN    |                                                       |
| S02 |           | Joëlle Regairaz         | FN    |                                                       |
| T03 |           | Camille Simon-Chautemps | NC    |                                                       |
| S03 |           | Valérie Gourlin-Robert  | NC    |                                                       |
| T04 |           | Daniel Dufreney         | DVD   |                                                       |
| S04 |           | Dominique Poingt        | DVD   |                                                       |
| T05 |           | Claude Giroud           | UMP   | Conseiller général, maire d'Albens                    |
| S05 |           | Viviane Mérendet        | UMP   |                                                       |
| T06 |           | Michel Bouvard          | UMP   | Conseiller général                                    |
| S06 |           | Jacqueline Poletti      | UMP   |                                                       |
| T07 |           | Jean-Pierre Vial        | UMP   | Sénateur sortant, conseiller général                  |
| S07 |           | Martine Berthet         | UMP   | Maire d'Albertville                                   |
| T08 |           | Thierry Repentin        | PS    | Sénateur sortant, conseiller général, ancien ministre |
| S08 |           | Nicole Seltzer          | PS    | Première adjointe au maire de Modane                  |
| T09 |           | François Rieu           | PS    | Conseiller général                                    |
| S09 |           | Pauline Denis           | PS    |                                                       |
| T10 |           | Bernard Gsell           | PCF   | Conseiller municipal de Moûtiers                      |
| S10 |           | Agnès Crépy             | PCF   |                                                       |
| T11 |           | Jean-Claude Benoit      | PCF   |                                                       |
| S11 |           | Christiane Lehmann      | PCF   |                                                       |
| T12 |           | Roger Sibuet            | SAV   |                                                       |
| S12 |           | Colette Biguet          | SAV   |                                                       |

## Résultats
| Candidat et parti politique | Candidat et parti politique | Candidat et parti politique | Premier tour | Premier tour | Second tour | Second tour |
| Candidat et parti politique | Candidat et parti politique | Candidat et parti politique | Voix         | %            | Voix        | %           |
| --------------------------- | --------------------------- | --------------------------- | ------------ | ------------ | ----------- | ----------- |
|                             | Jean-Pierre Vial            | UMP                         | 536          | 47,31        | 649         | 58,31       |
|                             | Michel Bouvard              | UMP                         | 487          | 42,98        | 592         | 53,19       |
|                             | Thierry Repentin            | PS                          | 453          | 39,98        | 499         | 44,83       |
|                             | François Rieu               | PS                          | 274          | 24,18        | 347         | 31,18       |
|                             | Claude Giroud               | UMP                         | 147          | 12,97        | Retrait     | Retrait     |
|                             | Marion Gerlaud              | EELV                        | 49           | 4,32         | 45          | 4,04        |
|                             | Bernard Gsell               | PCF                         | 35           | 3,09         | Retrait     | Retrait     |
|                             | Alain Vareyon               | FN                          | 34           | 3,00         | 21          | 1,89        |
|                             | Jean-Claude Benoit          | PCF                         | 32           | 2,82         | Retrait     | Retrait     |
|                             | Daniel Dufreney             | DVD                         | 26           | 2,29         | 11          | 0,99        |
|                             | Camille Simon-Chautemps     | NC                          | 20           | 1,77         | Retrait     | Retrait     |
|                             | Roger Sibuet                | SAV                         | 12           | 1,06         | Retrait     | Retrait     |
|                             |                             |                             |              |              |             |             |
| Inscrits                    | Inscrits                    | Inscrits                    | 1 168        | 100,00       | 1 168       | 100,00      |
| Abstentions                 | Abstentions                 | Abstentions                 | 14           | 1,20         | 11          | 0,94        |
| Votants                     | Votants                     | Votants                     | 1 154        | 98,80        | 1 157       | 99,06       |
| Blancs                      | Blancs                      | Blancs                      | 2            | 0,17         | 2           | 0,17        |
| Nuls                        | Nuls                        | Nuls                        | 19           | 1,65         | 42          | 3,63        |
| Exprimés                    | Exprimés                    | Exprimés                    | 1 133        | 98,18        | 1 113       | 96,20       |